# Cordyligaster tipuliformis
Cordyligaster tipuliformis là một loài ruồi trong họ Tachinidae.